# Toše Proeski
Todor „Toše“ Proeski, makedonsky Тодор "Тоше" Проески (25. leden 1981, Prilep – 16. říjen 2007, Nova Gradiška) byl makedonský zpěvák a hudební skladatel arumunského původu. Zahynul při autohavárii v Chorvatsku, v 26 letech.

## Kariéra
Zpíval makedonsky, ale nazpíval písně i v srbštině, srbochorvatštině, slovinštině, bosenštině, italštině a angličtině. Byl populární na celém Balkáně a také v Turecku. V Makedonii se na první místo singlové hitparády dostal třináctkrát, v Srbsku desetkrát, v Bosně a Hercegovině devětkrát, v Chorvatsku osmkrát, v Turecku šestkrát. Písně Igri Bez Granici, The Hardest Thing a Jos uvijek sanjam da smo zajedno dobyly čelo hitparády ve všech jmenovaných zemích. Roku 2004 reprezentoval Makedonii v soutěži Eurovision Song Contest v Istanbulu. S písní Life (anglickou verzí makedonského songu Angel Si Ti) skončil čtrnáctý.
Roku 2004 se stal regionálním ambasadorem UNICEF.

## Spolupráce
Spolupracoval s hudebním skladatelem a textařem Grigorem Koprovem, který mu napsal některé z jeho největších hitů. Željko Joksimović mu v roce 2003 napsal píseň Čija Si, s níž poté zvítězil v srbské soutěži Beovizija 2003. Roku 2000 nazpíval duet s Karolinou Gočevou, roku 2004 se slovinskou zpěvačkou Anjou Rupelovou, roku 2007 s italskou hvězdou Giannou Nannini. Pěveckou techniku si zdokonaloval mj. u Williama Rileyho v New Yorku. Byl i autorem hudby, sám pro sebe napsal hity jako Ima Li Dan Za Nas, Slusaš Li, Malečka či Polsko Cveḱe. Napsal též píseň Muza pro Martina Vučiće.

## Smrt
Dne 16. října 2007 havaroval vůz, který ho vezl, na dálnici mezi Záhřebem a Lipovacem, nedaleko města Nova Gradiška. V době havárie Proeski spal a byl dle všeho na místě mrtvý. Pro Severní Makedonii to byl šok, severomakedonský parlament kvůli zprávě o jeho smrti dokonce přerušil zasedání. V Severní Makedonii mu jako zřejmě nejpopulárnějšímu severomakedonskému umělci všech dob vypravili státní pohřeb, jehož se zúčastnili nejvyšší představitelé země. Severomakedonská vláda po jeho smrti dokonce vyhlásila den státního smutku a vlajky v celé zemi byly staženy na půl žerdi.

## Diskografie
- Nekade Vo Nokta (1999)
- Sinot Božji (2000)
- Ako Me Pogledneš Vo Oči (2002) (srbská verze: Ako Me Pogledaš U Oči)
- Den Za Nas (2004) (srbo-chorvatská verze: Dan Za Nas)
- Po tebe (2005) (srbo-chorvatská verze: Pratim Te)
- Božilak (2006)
- Igri bez granici (2007) (Srbo-chorvatská verze: Igra Bez Granica)
- The Hardest Thing (2009) (anglická verze)
- Tose i prijatelji (2010)
- Tose: Poslednji pozdrav (2011)
- S ljubavlju od Toseta (2011)
- The Best Off (2013)